# Jacques Roca
Jacques Roca   (Benissanet, 3 de novembre de 1934 - Benissanet, 30 de juliol de 2007) fou un pilot de velocitat, mecànic i preparador de motocicletes català de renom internacional. Nascut a Catalunya amb el nom de Jaume Joan Roca, ha passat a la història del motociclisme amb el nom francès, ja que s'exilià amb la seva família a França de ben petit i n'obtingué la nacionalitat.
Roca començà destacant en l'esport del ciclisme durant la dècada de 1950 fins que passà al motociclisme a causa de les ferides de guerra que patí a Algèria. Fou en aquest darrer esport on aconseguí, com a pilot oficial de Derbi, els seus principals èxits durant la dècada de 1960, tant al Campionat de França (del qual en guanyà 7 títols) com al Mundial. Un cop retirat de les competicions, esdevingué concessionari i preparador de Suzuki a França, assolint un gran prestigi per la qualitat de les seves realitzacions.

## Resum biogràfic

### Èxits en ciclisme
Jacques Roca començà la seva activitat esportiva com a ciclista, tal com havia fet també son germà gran Joaquim (conegut a França com a Joachim Roca). Jacques en fou professional entre 1953 i 1956, protagonitzant una reeixida carrera durant la qual obtingué diverses victòries a França i fou considerat una de les estrelles emergents del ciclisme en aquell país. Competí contra els millors de l'època, com ara Louison Bobet a qui guanyà a Lurcy-Lévis. Havent acumulat nombrosos èxits, el 1957 fou seleccionat per a córrer el Tour de França, però aleshores s'agreujà la guerra d'Algèria hi fou enviat, amb tan mala sort que, al poc d'arribar-hi, resultà greument ferit en trepitjar una mina amb el seu jeep.
Les ferides sofertes arran de l'explosió acabaren amb la seva carrera com a ciclista. Amb dos dits amputats, els metges li deien que la seva cama ja no tornaria a funcionar, però lluny d'enfonsar-se emprengué una reeducació forçada tot emprant el manillar d'una bicicleta. Amb els músculs esquinçats, havia d'obligar els panxells per a compensar i, a força de determinació, aconseguí poder tornar a caminar i a pedalar.

### El pas al motociclisme
En haver d'abandonar el ciclisme va decidir de dedicar-se a les curses de motos, esport que ja havia practicat el seu pare. Hi debutà el 1959 al Bol d'Or amb una Morini 175, amb Esme de company, assolint la victòria en la seva categoria. Aviat en seguiren moltes altres fins que Derbi, que mirava d'establir-se a França, decidí de fitxar-lo el 1961. Ben aviat, Roca aconseguí la primera victòria en una cursa internacional per a la firma catalana: fou el maig de 1962, quan guanyà a Clarmont-Ferrand amb una Derbi 50. Des d'aquell moment començà a acumular victòries i obtingué quatre títols de França successius en la cilindrada dels 50cc (1962-1965). El 1966 passà als 175cc amb una Bultaco i als 350cc amb una Ducati, aconseguint-ne els dos títols estatals al final de la temporada.
Al mateix temps, competia en el Campionat del Món amb èxit: el 1965 fou novè al mundial de 50cc amb Derbi; el 1967 fou setè al Gran Premi de França darrere de Mike Hailwood i Phil Read i davant de Jack Findlay.

### L'etapa a Suzuki
A banda dels seus dots de pilot, Roca tenia un gran talent per a l'enginyeria mecànica i dominava especialment la tecnologia dels motors de dos temps. El 1968, l'any en què havia creat el seu primer equip de competició per compte de Yamaha Sonauto (l'importador francès), s'integra a la xarxa importadora de Suzuki degut a una casualitat. Tot començà quan va anar al taller de l'importador de Kreidler i Suzuki a França (Pierre Bonnet) a cercar-hi algunes peces; allà hi trobà un client que es queixava del mal funcionament de la seva Suzuki T500 i Roca decidí de donar-hi una ullada. Després d'alguns ajustaments menors se n'acomiadà, però el client tornà de seguida a agrair-li efusivament la seva tasca, tot dient que la seva moto funcionava ara d'allò més bé. L'importador Bonnet restà impressionat, més tenint en compte que ningú no havia aconseguit fins aleshores configurar com calia aquella moto, i contractà Jacques Roca com a director tècnic, encarregant-li de passada trobar distribuïdors per a la marca.
Pocs anys després, el 1972, Suzuki llançà la seva innovadora 750 GT. Era una tricilíndrica refrigerada per aigua que es vengué prou bé durant un any, però aviat les vendes es varen estancar i l'importador se'n quedà amb un ampli estoc sense sortida. Aleshores encarregà a Roca de trobar-hi una solució i aquest realitzà la seva primera creació en carrosseria, tot desenvolupant un quadre especial inspirat en el món de les curses. El resultat fou efectiu, ja que l'estoc es va començar a vendre de seguida. D'ençà d'aquest primer èxit en el camp de la personalització, Roca anà millorant constantment la seva obra: hi afegí llandes de pals, un carenat complet i colors atractius. De cara al Saló de París de 1973, fins i tot creà una 750 especial Roca completament banyada en or, un exemplar únic en possessió actualment d'un famós actor nord-americà.
Mentrestant, Roca seguia competint al mundial en diverses categories, fins que se'n retirà definitivament el 1974. Un any més tard, el 1975, va participar en el Tour de France en moto i fregà la tragèdia en un accident que patí quan se li entravessà una camioneta. Després d'un temps hospitalitzat, torna a Suzuki, però les desavinences amb un nou directiu l'empenyen a plegar. Com a regal de comiat, els concessionaris de la marca li ofereixen una 750 Roca GT gairebé intacta.

### Darrers temps
Havent abandonat Suzuki, Roca va fundar la seva pròpia franquícia multi-marca i continuà la seva feina com a creador, tot transformant alguns dels models que comercialitzava. Durant la dècada de 1990 regentava un concessionari Honda a la rodalia de París. Jacques Roca rebé la Hit Bike Cup, distinció que premia les motos més belles, abans de jubilar-se. Un cop retirat tornà a Catalunya i s'establí al seu poble natal, Benissanet, on residí fins a la seva mort a l'edat de 72 anys, malalt de càncer.

## Roca i Suzuki
Jacques Roca és especialment conegut per la seva relació amb Suzuki, marca de la qual fou director tècnic i distribuïdor-preparador a França durant anys. En aquell país són molt recordades les "bouillottes Roca" ("bosses d'aigua calenta Roca"), nom amb què es coneixien durant la dècada de 1970 les Suzuki GT 750 que preparava; fou el primer a equipar aquest model amb un conjunt dipòsit-selló de polièster, en uns moments en què les cafe racer estaven molt de moda. Durant anys, les "Suzuki Roca" han estat molt preuades pels experts i col·leccionistes de models únics.
Però Roca se centrava també en els models nous: preparà, per exemple, moltes Suzuki 1100 GSX amb els seus famosos abillaments i pintures metal·litzades, amb bandes degradades de color blau o groc. Durant els seus darrers anys de vida, ja retirat a Catalunya, continuava dissenyant al seu ritme peces especials per a diversos models de la marca japonesa.
D'altra banda cal dir que el seu fill, de nom també Jacques Roca, és un reputat mecànic de motocicletes de Gran Premi i durant un temps fou el mecànic de Pol Espargaró, quan aquest competia en Moto2 dins l'equip muntat per Sito Pons. Actualment, Jacques Roca fill regenta un taller de motocicletes a Benissanet, Paddock Roca.

## Palmarès

### Ciclisme
Durant la seva etapa com a ciclista professional, Jacques Roca aconseguí aquests podis:
- 1953: 3r a Riom (Alvèrnia)
- 1954: 1r a Decize (Borgonya)
- 1955: 3r a Saint-Pierre-le-Moûtier (Borgonya)
- 1956: 
  - 1r al Prix Léon Daniel (Montluçon, Alvèrnia)
  - 1r a la Paris-Auxerre (Auxerre, Borgonya)

### Motociclisme
- Victòria al Bol d'Or en categoria 175cc (1959, Morini)
- 7 Campionats de França de velocitat:[11]
  - 5 Campionats de 50cc (1962-1965 amb Derbi i 1971 amb Kreidler)
  - 1 Campionat de 175cc (1966, Bultaco)
  - 1 Campionat de 350cc (1966, Ducati)

### Resultats al Mundial de motociclisme[12]
| Any   | Categoria | Moto  | Curses | Victòries | Podi | Pole | Fast lap | Punts | Posició |
| ----- | --------- | ----- | ------ | --------- | ---- | ---- | -------- | ----- | ------- |
| 1965  | 50cc      | Derbi | 2      | 0         | 0    | 0    | 0        | 4     | 9è      |
| 1969  | 50cc      | Derbi | 1      | 0         | 0    | 0    | 0        | 4     | 27è     |
| 1969  | 125cc     | Derbi | 1      | 0         | 0    | 0    | 0        | 8     | 22è     |
| Total |           |       | 4      | 0         | 0    | 0    | 0        | 16    |         |